# Jimmy Napitupulu
Jimmy Napitupulu (Pekanbaru, 1966. október 13. –) indonéz nemzetközi labdarúgó-játékvezető.

## Pályafutása

### Nemzeti játékvezetés
A küldési gyakorlat szerint rendszeres partbírói tevékenységet is végzett. 1997-ben lett az I. Liga játékvezetője. A nemzeti játékvezetéstől 2011-ben vonult vissza.

### Nemzetközi játékvezetés
A Francia labdarúgó-szövetség Játékvezető Bizottsága (JB) terjesztette fel nemzetközi játékvezetőnek, a Nemzetközi Labdarúgó-szövetség (FIFA) 2002-től tartotta nyilván bírói keretében. A FIFA JB központi nyelvei közül a angolt beszéli.
Több nemzetek közötti válogatott és klubmérkőzést vezetett, vagy működő társának 4. bíróként segített. Az aktív nemzetközi játékvezetéstől 2011-ben búcsúzott.

#### Labdarúgó-világbajnokság
A világbajnoki döntőkhöz vezető úton Németországba a XVIII., a 2006-os labdarúgó-világbajnokságra a FIFA JB játékvezetőként alkalmazta.

##### 2006-os labdarúgó-világbajnokság

###### Selejtező mérkőzés
| Időpont             | Helyszín                         | Mérkőzés típusa                     | Mérkőzés     | Eredmény | Nézők száma |
| ------------------- | -------------------------------- | ----------------------------------- | ------------ | -------- | ----------- |
| 2003. november 23.  | Zhongshan Soccer Stadion, Tajpej | előselejtező (első kör)             | Tajvan–Makaó | 1 – 1    | 2000        |
| 2004. szeptember 8. | Nemzeti Stadion, Vientián        | előselejtező (2. kör; első csoport) | Laosz–Katar  | 0 – 3    | 2900        |

##### ASEAN-kupa
| Időpont          | Helyszín                | Mérkőzés típusa        | Mérkőzés           | Eredmény | Nézők száma |
| ---------------- | ----------------------- | ---------------------- | ------------------ | -------- | ----------- |
| 2007. február 4. | Nemzeti Stadion, Bankok | döntő második mérkőzés | Thaiföld–Szingapúr | 1 – 1    | 35 000      |